# گرفنرودا
گرفنرودا (به آلمانی: Gräfenroda) یک شهر در آلمان است که در ایلم-کرایس واقع شده‌است. گرفنرودا ۳٬۵۲۳ نفر جمعیت دارد.

## خواهرخوانده
شهر ووزییر خواهرخواندهٔ گرفنرودا هست.